# Beran Selo
Beran Selo (Беран Село en Montenegrino) es una localidad del Municipio de Berane, situada en el noreste del país balcánico de Montenegro. A veces es descrita como barrio de la propia localidad de Berane. 

## Historia
La fundación de esta localidad se remonta al siglo XIV, fue fundada unos años después de la capital municipal, la ciudad de Berane en la que a menudo es incluida como un barrio residencial más.
En el territorio que ocupa esta localidad se sitúa el monasterio de Đurđevi Stupovi, que fue fundado en el año 1213 por Stefan Prvoslav, hijo del gran duque serbio Tihomir y sobrino de Esteban Nemanja. Este monasterio convierte a la localidad en el centro de la iglesia ortodoxa del Municipio y en uno de los lugares más importantes de dicha religión en todo Montenegro

## Demografía
Según el censo realizado en el año 2003 en esta localidad viven unas 1.483 personas.: La etnia dominante era la serbia con 698 residentes o un 47,06% del total poblacional, le seguía la etnia montenegrina con 319 habitantes o un 21,19% del total. El grupo mayoritarío de la población lo componían los habitantes de entre 25 y 29 años, es una población con una media joven.
| 362 | 223 | 487 | 962 | 1.322 | 1.286 | 1.483 |